# 하스마

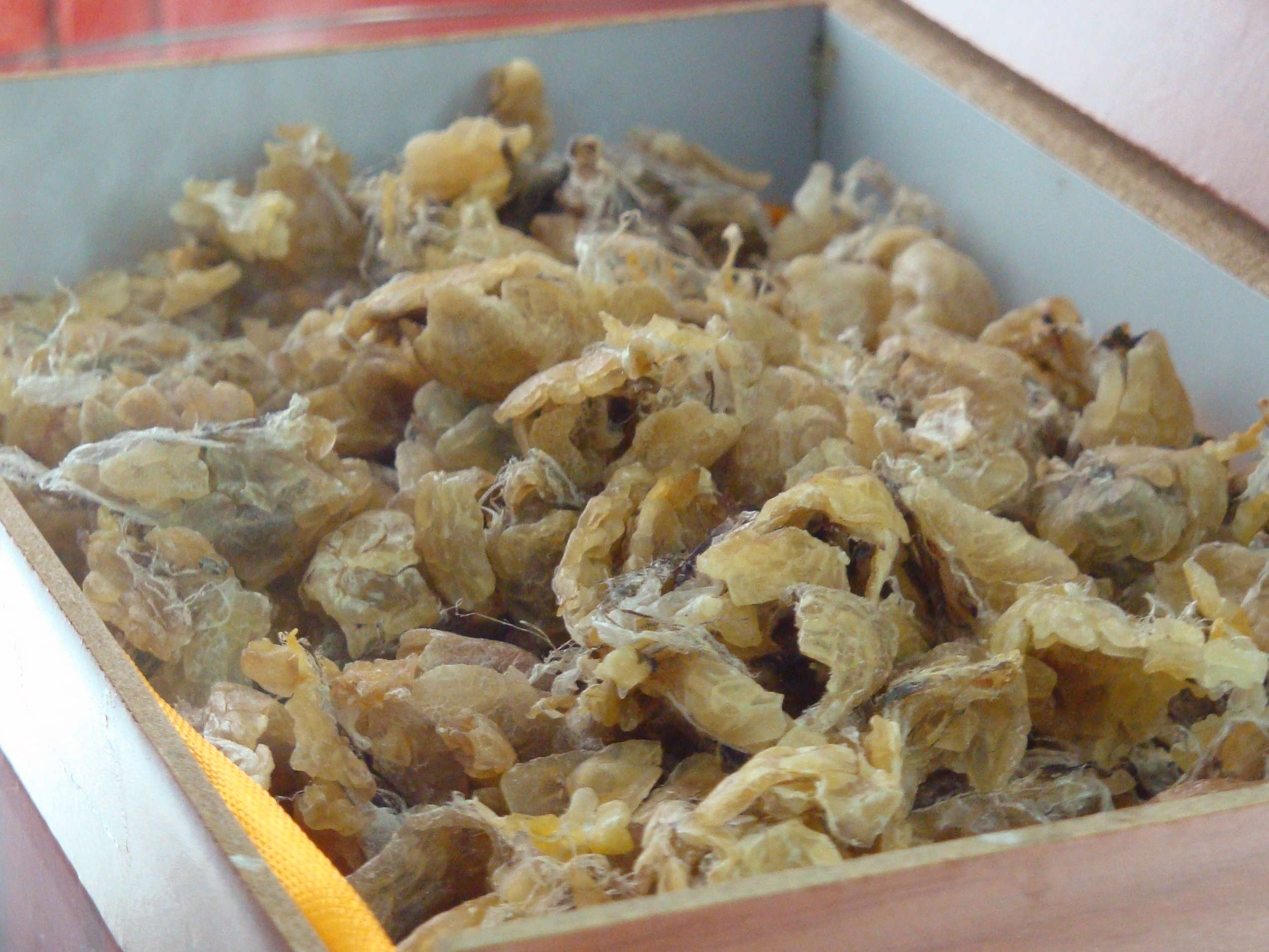
하스마

하스마(만주어: ᡥᠠᠰᡳᠮᠠ, 중국어: 哈士蟆, 병음: hāshìmá)는 만주에서 중국산개구리(Rana chensinensis) 또는 중국산개구리의 난관을 말려 만든 식자재나 그것으로 만든 음식을 부르는 말이다. 홍콩 등지의 딤섬 음식점에서는 쉿갑고우(광둥어: 雪蛤膏, 월병: syut3 gap3 gou1, 중국어: 雪蛤膏, 병음: xuěgé gāo 쉐거가오[*])라 불린다.

## 사진

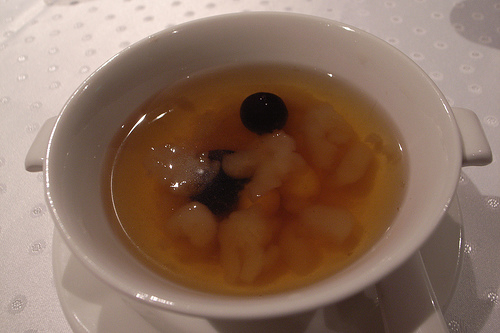
조리한 하스마

## 같이 보기
- 개구리 다리